# Егоров, Александр Александрович (композитор)
Александр Александрович Егоров (19 апреля (1 мая) 1887, Санкт-Петербург, Российская империя — 25 мая 1959, Ленинград, СССР) — русский и советский композитор, хормейстер, педагог и общественный деятель, профессор Ленинградской консерватории (1935). Заслуженный деятель искусств РСФСР (1946).

## Биография
Родился в семье Александра Яковлевича Егорова, артиста (бас) Императорской придворной певческой капеллы. Рос в музыкальной атмосфере. Обучался дома игре на рояле. Участвовал как аккомпаниатор в домашних музыкальных вечерах, на которых собирались артисты и певцы Певческой капеллы. Учился в регентских классах капеллы. Изучал теоретические предметы под руководством А. К. Лядова, Н. А. Соколова и других, игру на фортепиано под руководством А. В. Рейхардта и А. И. Полетики. Получил педагогическую практику дирижирования хором и оркестром под руководством Е. С. Азеева и Н. С. Кленовского.
В 1907 году окончил обучение в Придворной певческой капелле. Был приглашён в капеллу в качестве преподавателя общего курса фортепиано, элементарной теории музыки, сольфеджио и хорового пения (1907—1914). В то же время руководил хоровыми коллективами и преподавал музыкальную грамоту в городских школах Санкт-Петербурга. Сочинял хоры, романсы и мелодекламации на стихи А. В. Кольцова, И. С. Никитина, К. Р. и других (1908—1917).
В 1912 году экстерном окончил Санкт-Петербургскую консерваторию по классической теории композиции у А. К. Лядова (диплом на звание свободного художника). По рекомендации М. Г. Климова был приглашён в консерваторию в качестве регента консерваторского церковного хора и руководителя хора учащихся (1912—1914). В 1912 году к торжественному концерту в честь 50-летия Петербургской консерватории разучил с хором Прелюдию-кантату А. К. Глазунова.
В 1914 году переехал с семьёй в Могилёв. В 1914—1918 годах преподавал пение, музыкальную грамоту и сольфеджио в Могилёвской женской гимназии. В 1918 году заведовал музыкальной секцией губернского отдела народного образования в Гомеле. В 1919 году основал Гомельскую народную консерваторию имени Н. А. Римского-Корсакова, где был преподавателем элементарной теории музыки, сольфеджио и гармонии. Организовал четыре музыкальные студии в рабочих кварталах Гомеля и преподавал пение в железнодорожных школах (1918—1920).
В 1920 году вернулся в Петроград. Заведовал 11-й городской музыкальной школой. Был преподавателем музыкальной грамоты на Военно-музыкантских курсах, а затем — начальником (заведующим) учебной частью этих курсов (1920—1923). Руководил музыкальным кружком Военно-инженерной академии (1920—1924). Преподавал музыкально-теоретические дисциплины в Ленинградской государственной академической капелле и Хоровом техникуме при ней (1927—1935).
Активно занимался просветительской работой. Читал лекции по музыкально-теоретическим предметам на курсах переподготовки для инструкторов рабочих клубов и на вечерних курсах педагогов хорового пения в школах. Вёл группу партитурного чтения для руководителей хоров.
Принимал деятельное участие в развитии музыкальной самодеятельности. Разрабатывал план клубной работы Музыкального отдела Петроградского губернского политико-просветительского отдела (Губполитпросвет), формировал репертуар для рабочих хоров и оркестров. Руководил заводскими хоровыми кружками (на Балтийском заводе, в клубе «Электрик» и др.). Вместе с И. В. Немцевым участвовал в организации и проведении хоровых олимпиад самодеятельного искусства (1920—1937). Вёл методическую работу в Музыкальном отделе Наркомпроса (МузО) Областного профессионального совета (Областной совет профсоюзов, Облпрофсовет) по вопросам работы хоровых кружков в рабочих клубах. В качестве члена Коллегии подотдела Специального музыкального образования разрабатывал методические планы по вопросам музыкального образования, являлся заведующим всеми музыкальными школами первой ступени.
Был активным пропагандистом народного хорового пения и одним из основоположников советской хоровой песни. Создал множество произведений, прочно вошедших в репертуар самодеятельных хоров. Особой популярностью пользовались его хоры «Везде кипит свободный труд» (ст. Н. С. Тихомирова) и «Мы сеем солнце» (ст. П. А. Арского), а также опера-сказка для школьников «Свадьба Солнца и Весны» (1923) и хоровая симфония «Лес» (1925).
Тесно сотрудничал с руководителем хора Ленинградской капеллы М. Г. Климовым, под управлением которого на сцене капеллы проходили все премьеры крупных хоровых сочинений Егорова в 1920-е годы.
За время работы в консерватории состоял в должностях: регента церковного хора и руководителя хора учащихся (1912—1914); преподавателя обязательных теоретических предметов (1920—1923), профессора отдела теории музыки и композиции (1923), доцента (1928—1934), и. о. профессора (с 1934), профессора кафедры массовой музыкальной работы инструкторско-хорового факультета (1935—1938). Вёл специальный цикл хоровых дисциплин: «Хоровой класс», «Хоровая литература», «Основы хорового письма», «Дирижировние». Был одним из активных организаторов дирижерско-хорового факультета консерватории (1938). Профессор, заведующий кафедрой хорового дирижирования (1938—1951), декан дирижерско-хорового факультета (1946—1951).
Член президиума Научно-теоретического отдела и член Комиссии по разработке вопросов музыкально-теоретической секции отделения теории композиции. Секретарь кафедры массовой работы инструкторского отделения (1925—1927). Председатель местного комитета (1925—1927, 1929—1932), председатель ревизионной комиссии консерватории (1927—1932), и. о. секретаря инструкторского факультета (1933—1936), помощник декана инструкторско-педагогического факультета (1936—1938).
Вместе с Ленинградской консерваторией был в эвакуации в Ташкенте (1941—1943), где создал «Антологический сборник узбекской хоровой литературы» и написал статью «Хоровое пение в Узбекистане» (1943).
Класс Егорова окончили многие известные дирижёры и хормейстеры, которые работали в музыкальных вузах, филармониях и театрах по всей территории СССР. Среди них: Т. Т. Алтунян, Б. В. Боголепов, В. В. Гаврилов, Е. Н. Гаркунов, В. А. Глаголев, А. П. Зеленкова, З. Ф. Ишутина, В. И. Князятов, О. П. Коловский, Р. Мизрахи, А. Е. Никлусов, К. А. Ольхов, В. Г. Шипулин и другие.
Среди воспитанников руководимого Егоровым дирижерско-хорового факультета: Н. В. Телатов, Б. И. Загурский, Г. Ф. Фесечко, А. Л. Островский, И. И. Полтавцев, Н. В. Романовский, П. А. Россоловский, П. П. Левандо, А. А. Березин, Е. П. Кудрявцева, А. В. Михайлов, А. И. Крылов и другие.
Александр Александрович Егоров умер 25 мая 1959 года в Ленинграде. Похоронен на Богословском кладбище.

## Творчество
В обширном композиторском наследии — произведения для симфонического оркестра («Баллада», «Драматическая увертюра», марш, трио, прелюдия), струнного оркестра (сюита, квартет), Скерцино для четырёх фаготов, Тема с вариациями для трубы, пьесы для фортепиано, камерная вокальная музыка (в основном в рукописи).
Первенство принадлежит светским и духовным хоровым произведениям. Среди них: поэмы «Россия», «Спартак»; кантаты «Песня о России», «Памяти С. М. Кирова», «Слава тебе, богатырь на Неве» (к 250-летию Ленинграда), хоры а-капелла на стихи русских и советских поэтов и хоровые обработки народных русских, украинских, казахских, башкирских, чувашских, таджикских, узбекских, азербайджанских, татарских песен (всего 107). Особой популярностью пользуются объединенные в сюиты обработки «Газиза», «Буран-бай», «Под балалайку».
Важное место принадлежит переложениям для хора а-капелла популярных романсов и инструментальных произведений. Среди них «Венгерские танцы» И. Брамса, сюита «Пер Гюнт» Э. Грига, «Концертный вальс» А. К. Глазунова, «Лебедь» К. Сен-Санса, «Элегия» Ж. Массне, «Ночной смотр» М. И. Глинки, «Итальянская полька» С. В. Рахманинова, а также произведения Л. Бетховена, П. И. Чайковского, Ц. А. Кюи, М. П. Мусоргского, Ф. Шуберта, Р. Шумана, Ф. Шопена и других (более 104).
Личная дружба с А. И. Кеше содействовала активному участию в работе музыкальной комиссии по изданию «Духовных песен с нотами». В нотные сборники, опубликованные в 1927 году, включены сочинения для хора, сольного и церковного пения. Они были опубликованы под псевдонимами Е. Горин и С. А..
Среди ценных методических трудов Егорова: «Основы хорового письма» (первое исследование данной темы на русском языке, 1939), «Теория и практика работы с хором» (1951), «Очерки по методике преподавания хоровых дисциплин» (1958). В рукописи остались «Этюды для курса техники дирижирования» (1947). Перевёл с французского языка учебник А. Лавиньяка «Теоретический и практический курс музыкального диктанта» (1936).